# ملاحاجی (سیرجان)
ملاحاجی روستایی در دهستان زیدآباد بخش زیدآباد شهرستان سیرجان استان کرمان ایران است.

## جمعیت
بر پایه سرشماری عمومی نفوس و مسکن در سال ۱۳۹۵ جمعیت این مکان ۳۷۵ نفر (۱۱۲خانوار) بوده است.